# Ascotis obscura
Ascotis obscura là một loài bướm đêm trong họ Geometridae.